# Моутинью, Жоау
Жоа́у Фили́пе Ирия Са́нтуш Моути́нью (порт. João Filipe Iria Santos Moutinho; род. 8 сентября 1986, Портиман) — португальский футболист, полузащитник клуба «Брага». Выступал за сборную Португалии. Занимает второе место в истории сборной Португалии по количеству сыгранных матчей, уступая только Криштиану Роналду.

## Карьера

### «Спортинг»
До 13 лет выступал в клубе своего родного города «Портимоненсе», затем сменил команду на лиссабонский «Спортинг». В возрасте 17 лет Жоау вызывался в основную команду главным тренером Жозе Пезейру для участия в предсезонных играх и показывал в них неплохую игру. Однако после начала сезона он вновь вернулся в молодёжную команду под руководством Паулу Бенту и помог ей выиграть чемпионский титул вместе с такими футболистами, как Мигел Велозу и Нани.
В начале 2005 года он дебютировал за основную команду в матче кубка Португалии. Он быстро вписался в игру, был подвижен на поле, раздавал хорошие передачи и не боялся брать на себя инициативу. 23 января впервые появился в матче чемпионата, получив 28-й номер, ранее принадлежавший Криштиану Роналду. Его карьера за «Спортинг», а также звание «игрока матча» во встречах против «Фейеноорда» и «Ньюкасла» позволили команде выйти в финал Кубка УЕФА.[стиль]
В следующем сезоне Моутинью прочно закрепился в основном составе и стал единственным полузащитником чемпионата Португалии, отыгравшим все матчи турнира без замен. Тогда клуб занял второе место.
В сезоне 2006/07 после ухода из клуба Рикарду Са Пинту, Жоау был выбран вице-капитаном на тот момент ему было всего лишь 19 лет. В следующем сезоне Моутинью стал капитаном после ухода из клуба Куштодиу и Рикарду Перейры. В связи с появлением в команде Леандро Романьоли Жоау перешёл на правый фланг и продолжил карьеру уже правым полузащитником.
В сезоне 2008/09 после сорвавшегося трансфера в «Эвертон» Моутинью вновь был основным игроком клуба, проведя почти 50 матчей. «Спортинг» стал вторым. Кроме того, Жоау забил единственный в противостоянии с «Баварией» в 1/8 финала Лиги чемпионов, проигранном с общим счётом 1:12.

### «Порту»
5 июля 2010 года Моутинью перешёл в клуб «Порту», подписав контракт до лета 2015 года. Президент «Спортинга» Жозе Эдуарду Беттенкур назвал его «гнилым яблоком».
В первом сезоне Жоау принял участие в 50 матчах и стал чемпионом страны, ни разу не забив в первенстве, однако дважды отметившись в Кубке Португалии. Более того, Моутиньо вместе с «Порту» выиграл Лигу Европы.
19 февраля 2013 года забил в ворота «Малаги» в 1/8 Лиги чемпионов после кросса Алекса Сандро. Всего за сезон он провёл 43 игры.

### «Монако»
24 мая 2013 года было объявлено о переходе португальца и его одноклубника Хамеса Родригеса во французский «Монако» за сумму 70 миллионов евро (25 — за Моутинью, 45 — за Родригеса).

### «Вулверхэмптон Уондерерс»
24 июля 2018 года Жоау Моутинью стал игроком английского клуба «Вулверхэмптон Уондерерс», перейдя из «Монако» за 5 миллионов фунтов стерлингов и подписав контракт на 2 года.

## Сборная Португалии
В сборной Португалии Жоау Моутинью дебютировал в возрасте 18 лет 17 августа 2005 года в игре против Египта.
31 мая 2008 года забил первый мяч в товарищеском матче против Грузии. Он вошёл в состав сборной на чемпионат Европы 2008 и в первом же матче с Турцией отдал голевой пас на Рауля Мейрелеша.
Моутинью сыграл все матчи на Евро-2012. В полуфинале против Испании он пропустил свою попытку в серии пенальти, а Португалия проиграла 2:4 (0:0 после 120 минут).
Моутинью был вызван бывшим тренером «Спортинга» Паулу Бенту для участия на чемпионате мира 2014 года, дебютировав в турнире 16 июня в матче группового этапа против Германии, где Португалия разгромно проиграла 0:4.
8 октября 2015 года он забил единственный гол, когда Португалия обыграла Данию на стадионе «Муниципал де Брага», чтобы квалифицироваться на Евро-2016.
Моутинью был включён в состав сборной на Чемпионат мира 2018. 2 июня в товарищеском матче с Бельгией перед турниром он впервые стал капитаном команды.
14 ноября 2020 года в домашней игре с Францией Моутинью сыграл 128-ю игру за сборную Португалии, обогнав Луиша Фигу, и стал вторым по количеству матчей португальским игроком всех времён, уступив только товарищу по команде и капитану Криштиану Роналду.

## Личная жизнь
Женат на Ане Софии Гомес. 28 октября 2009 года у пары родилась дочь Лара
18 мая 2015 года родилась их вторая дочь Витория.

## Статистика

### Клубная карьера
| Выступление             | Выступление      | Выступление      | Чемпионат | Чемпионат | Кубки | Кубки | Еврокубки | Еврокубки | Итого | Итого |
| Клуб                    | Лига             | Сезон            | Игры      | Голы      | Игры  | Голы  | Игры      | Голы      | Игры  | Голы  |
| ----------------------- | ---------------- | ---------------- | --------- | --------- | ----- | ----- | --------- | --------- | ----- | ----- |
| Спортинг (Лиссабон)     | Примейра         | 2004/05          | 15        | 0         | 1     | 0     | 9         | 0         | 25    | 0     |
| Спортинг (Лиссабон)     | Примейра         | 2005/06          | 34        | 4         | 2     | 0     | 4         | 0         | 40    | 4     |
| Спортинг (Лиссабон)     | Примейра         | 2006/07          | 29        | 4         | 3     | 3     | 6         | 0         | 38    | 7     |
| Спортинг (Лиссабон)     | Примейра         | 2007/08          | 30        | 5         | 11    | 0     | 12        | 1         | 53    | 6     |
| Спортинг (Лиссабон)     | Примейра         | 2008/09          | 27        | 3         | 8     | 0     | 8         | 1         | 43    | 4     |
| Спортинг (Лиссабон)     | Примейра         | 2009/10          | 28        | 5         | 8     | 2     | 14        | 2         | 50    | 9     |
| Спортинг (Лиссабон)     | Итого            | Итого            | 163       | 21        | 33    | 5     | 53        | 4         | 249   | 30    |
| Порту                   | Примейра         | 2010/11          | 27        | 0         | 9     | 2     | 17        | 0         | 53    | 2     |
| Порту                   | Примейра         | 2011/12          | 29        | 3         | 6     | 0     | 9         | 0         | 44    | 3     |
| Порту                   | Примейра         | 2012/13          | 27        | 1         | 8     | 2     | 8         | 2         | 43    | 5     |
| Порту                   | Итого            | Итого            | 83        | 4         | 23    | 4     | 34        | 2         | 140   | 10    |
| Монако                  | Лига 1           | 2013/14          | 31        | 1         | 3     | 0     | 0         | 0         | 34    | 1     |
| Монако                  | Лига 1           | 2014/15          | 37        | 4         | 5     | 0     | 10        | 1         | 52    | 5     |
| Монако                  | Лига 1           | 2015/16          | 26        | 1         | 3     | 0     | 8         | 0         | 37    | 1     |
| Монако                  | Лига 1           | 2016/17          | 31        | 2         | 8     | 1     | 13        | 0         | 52    | 3     |
| Монако                  | Лига 1           | 2017/18          | 33        | 1         | 5     | 0     | 6         | 0         | 44    | 1     |
| Монако                  | Итого            | Итого            | 158       | 9         | 24    | 1     | 37        | 1         | 219   | 11    |
| Вулверхэмптон Уондерерс | Премьер-лига     | 2018/19          | 38        | 1         | 6     | 0     | 0         | 0         | 44    | 1     |
| Вулверхэмптон Уондерерс | Премьер-лига     | 2019/20          | 38        | 1         | 2     | 0     | 17        | 0         | 57    | 1     |
| Вулверхэмптон Уондерерс | Премьер-лига     | 2020/21          | 33        | 1         | 3     | 0     | 0         | 0         | 36    | 1     |
| Вулверхэмптон Уондерерс | Премьер-лига     | 2021/22          | 35        | 2         | 4     | 0     | 0         | 0         | 39    | 2     |
| Вулверхэмптон Уондерерс | Премьер-лига     | 2022/23          | 31        | 0         | 5     | 0     | 0         | 0         | 36    | 0     |
| Вулверхэмптон Уондерерс | Итого            | Итого            | 175       | 5         | 20    | 0     | 17        | 0         | 212   | 5     |
| Брага                   | Примейра         | 2023/24          | 30        | 1         | 7     | 1     | 7         | 1         | 44    | 3     |
| Брага                   | Итого            | Итого            | 30        | 1         | 7     | 1     | 7         | 1         | 44    | 3     |
| Всего за карьеру        | Всего за карьеру | Всего за карьеру | 609       | 40        | 107   | 11    | 148       | 8         | 864   | 59    |

## Достижения

### Командные
«Спортинг»
- Обладатель Кубка Португалии (2): 2006/07, 2007/08
- Обладатель Суперкубка Португалии (2): 2007, 2008

 «Порту»
- Чемпион Португалии (3): 2010/11, 2011/12, 2012/13
- Обладатель Кубка Португалии: 2010/11
- Обладатель Суперкубка Португалии (3): 2010, 2011, 2012
- Победитель Лиги Европы УЕФА: 2010/11

 «Монако»
- Чемпион Франции: 2016/17

 «Брага»
- Обладатель Кубка Португальской лиги: 2023/24

 «Сборная Португалии»
- Чемпион Европы: 2016
- Победитель Лиги наций УЕФА: 2018/19